# Neomammillaria plumosa
Neomammillaria plumosa là một loài thực vật có hoa trong họ Cactaceae. Loài này được (F.A.C. Weber) Britton & Rose mô tả khoa học đầu tiên.